# Raphionacme
Raphionacme és un gènere de la família apocinàcia amb 68 espècies de plantes fanerògames.
Es tracta d'un gènere de plantes xeròfites amb una arrel que emmagatzema aigua.

## Algunes espècies
- Raphionacme abyssinica
- Raphionacme arabica
- Raphionacme bagshawei
- Raphionacme baguirmiensis
- Raphionacme baekeri